# Kuremetsa
Koordinaten: 58° 23′ N, 22° 7′ O
Kuremetsa ist ein Dorf (estnisch küla) auf der größten estnischen Insel Saaremaa. Es gehört zur Landgemeinde Saaremaa (bis 2017: Landgemeinde Kihelkonna) im Kreis Saare.

## Einwohnerschaft und Lage
Das Dorf hat keine Einwohner mehr (Stand 31. Dezember 2011).
Westlich von Kuremetsa liegt die Dünenlandschaft Odalätsi luitestik. Das 163 Hektar große Karstgebiet steht unter Landschaftsschutz.